# Acervulariidae
Famille
Genres de rang inférieur
- † Acervularia
- † Diplophyllum
- † Oliveria
- † Rhapidophyllum

Les Acervulariidae forment une famille éteinte de coraux de l'ordre également éteint des Rugosa. Les espèces des différents genres se rencontrent dans des terrains datant de l'Ordovicien au Dévonien avec une répartition mondiale.